# Panorpodes brachypodus
Panorpodes brachypodus är en näbbsländeart som beskrevs av Tan och Hua 2008. Panorpodes brachypodus ingår i släktet Panorpodes och familjen Panorpodidae. Inga underarter finns listade i Catalogue of Life.